# Staining
Staining is een civil parish in het bestuurlijke gebied Fylde, in het Engelse graafschap Lancashire. In 2001 telde het dorp 2312 inwoners.